# (9766) Bradbury
(9766) Bradbury (1992 DZ2) – planetoida z pasa głównego asteroid okrążająca Słońce w ciągu 3,84 lat w średniej odległości 2,45 j.a. Została odkryta 24 lutego 1992 roku w programie badawczym Spacewatch. Nazwa planetoidy została nadana na cześć Raya Bradbury, amerykańskiego pisarza powieści fantastycznych.